# 唐德峻
唐德峻（？—？），广东南海（今广东广州）人，是一名清朝政治人物。
唐德峻曾于1862年接替陈绍本任金山县知县一职，1863年由曹益之接任。